# MT9
MT9 es un formato de audio multipista basado en un sistema de compresión digital de sonido desarrollado por la compañía coreana Electronics and Telecommunications Institute (ETRI), ideado inicialmente para los Karaokes, muy populares en Asia. 
Se caracteriza por que dispone de seis pistas de audio en el ecualizador, lo que permite gestionar por separado el volumen de cada instrumento que compone cada canción (sistema conocido comercialmente como Música 2.0), ya que adjudica a cada uno de ellos un canal de audio diferente. Está siendo comercializado por Audizen.
Su formato de archivo es *.mt9 y fue presentado a la Motion Picture Experts Group (MPEG) en Francia en abril de 2008 para que sea candidato a ser aprobado como un estándar internacional en junio de 2008 en Alemania.
Actualmente como formato multipista solo compite con iKlax.
- Datos: Q524090